# Chinautla
Chinautla est une ville du Guatemala, située dans le département de Guatemala.

## Histoire
La commune est depuis la fin des années 1980 sous le contrôle de la famille Medrano, qui domine un système de marchés publics véreux. L’ancien maire, Arnoldo Medrano, est condamné en août 2020 à vingt-neuf ans de prison pour association illicite, fraude et blanchiment d’argent. En 2016, sa nièce Brenda del Cid Medrano a repris les rênes de la municipalité.
Les habitants subissent de plein fouet l’abandon de l’État – aucune réfection des routes après les éboulements, pas de ramassage des ordures – et l’accaparement des richesses par l’élite politique et économique.